# Frank Rosenblatt
Frank Rosenblatt (New Rochelle, 11 luglio 1928 – Baia di Chesapeake, 11 luglio 1971) è stato uno psicologo statunitense, distintosi nel campo dell'intelligenza artificiale.
Rosenblatt è meglio conosciuto per il Perceptron, un dispositivo elettronico che fu costruito in conformità con i principi biologici e mostrò capacità di apprendimento. I percettroni di Rosenblatt furono inizialmente simulati su un computer IBM 704 presso il Cornell Aeronautical Laboratory nel 1957.
Quando un triangolo veniva tenuto davanti all'occhio del perceptron, esso raccoglieva l'immagine e la trasmetteva lungo una successione casuale di linee alle unità di risposta, dove era registrata l'immagine.
Rosenblatt è considerato un pioniere nel campo delle reti neurali artificiali, di cui li Perceptron rappresenta un precursore.
Frank Rosenblatt muore il giorno del suo quarantatreesimo compleanno in un incidente nautico nella Baia di Chesapeake, l'11 luglio 1971.